# Kinda, Ydre, Valkebo och Vifolka häraders domsaga
Kinda, Ydre, Valkebo och Vifolka häraders domsaga var en domsaga i Östergötlands län, bildad 1680. Domsagan delades 1778 i Vifolka och Valkebo häraders domsaga och Kinda och Ydre häraders domsaga.
Domsagan omfattade Kinda härad, Ydre härad, Vifolka härad och Valkebo härad och lydde under Göta hovrätt.

## Tingslag
- Vifolka tingslag
- Valkebo tingslag
- Kinda tingslag
- Ydre tingslag

## Häradshövdingar
- 1680-1686 	Olof Hägerhjelm
- 1686-1698 	Mauritz Ludvig Holst
- 1698-1723 	Samuel Hytthon
- 1724-1742 	Peter Hederhielm
- 1743-1744 	Johan Broström
- 1744-1747 	Jonas Ekman
- 1747-1762 	Fredrik Otto Wrangel af Lindeberg
- 1763-1778 	Sigfrid Gahm